# Melo (Gouveia)
Melo é uma povoação portuguesa do Município de Gouveia, na antiga província da Beira Alta, região do Centro e sub-região da Serra da Estrela, que foi sede da extinta Freguesia de Melo que tinha 7,26 km² de área e 498 habitantes (2011), e, por isso, uma densidade populacional de 68,6 hab./km².
A freguesia de Melo foi extinta em 2013, no âmbito de uma reforma administrativa nacional, para, em conjunto com a freguesia de Nabais, formar uma nova freguesia denominada União das Freguesias de Melo e Nabais.
Melo foi vila e sede de concelho, formado por uma freguesia, até ao início do século XIX. Incluía a paróquia de Nabainhos que lhe foi anexada em Dezembro de 1859 Tinha, em 1801, 672 habitantes.
Desta localidade é originário o escritor Vergílio Ferreira, que aí está sepultado. Em sua homenagem, realiza-se aqui anualmente o evento "Em Nome da Terra - Literário de Gouveia".
Pertence à rede de Aldeias de Montanha.

## População
| Totais | Totais | Totais | Totais | Totais | Totais | Totais | Totais | Totais | Totais | Totais | Totais | Totais | Totais | Totais | Totais |
| ------ | ------ | ------ | ------ | ------ | ------ | ------ | ------ | ------ | ------ | ------ | ------ | ------ | ------ | ------ | ------ |
| Censo  | 1864   | 1878   | 1890   | 1900   | 1911   | 1920   | 1930   | 1940   | 1950   | 1960   | 1970   | 1981   | 1991   | 2001   | 2011   |
| Habit  | 1 201  | 1 302  | 1 309  | 1 466  | 1 440  | 1 227  | 1 275  | 1 457  | 1 500  | 1 274  | 637    | 714    | 668    | 673    | 498    |
| Varº   |        | +8%    | +1%    | +12%   | -2%    | -15%   | +4%    | +14%   | +3%    | -15%   | -50%   | +12%   | -6%    | +1%    | -26%   |

|     | 0-14 anos | 15-24 anos | 25-64 anos | 65 e + anos |
| Hab | 101 \| 42 | 69 \| 38   | 295 \| 228 | 208 \| 190  |
| Var | -58%      | -45%       | -23%       | -9%         |

## História
Melo teve uma comunidade judaica que aí se fixou no século XV.
Em 1864 existiam em Melo 3 estabelecimentos fabris.

## Património
- Pelourinho de Melo[7];
- Capela de Santa Marta[8];
- Casa da Câmara de Melo (antiga)[9];
- Paço de Melo, herdado pela 4ª Condessa de Melo[10];
- Casa da família de Vergílio Ferreira - Vila Josephine - atual "Casa Vergílio Ferreira – Para Sempre";
- Tronco do Ferrador;
- Capela de Nossa Senhora da Conceição;
- Igreja de São Isidoro.

## Personalidades
- Vergílio Ferreira, eminente escritor português, a 28 de Janeiro de 1916.
- Joaquim Albuquerque Tenreiro, que haveria de destacar-se no Brasil como apreciado pintor, escultor e principalmente como desenhador e fabricante de móveis de estilo totalmente inédito.

## Roteiro Literário Vergiliano
Em Agosto de 2016 foi criado um percurso pedestre pela aldeia que dá a conhecer os pontos chave relacionados com a vida do escritor Vergílio Ferreira. Este roteiro homologado é denominado por PR4 GVA e passa em locais como o pelourinho, o antigo paço e a casa onde Vergílio Ferreira ficava quando estava na aldeia.

Foi inaugurado pelo presidente da República Marcelo Rebelo de Sousa.

## Equipamentos
- Bombeiros Voluntários de Melo.

## Associativismo
- Associação de Beneficência Cultural e Recreativa de Melo.